# La fidanzata ideale
La fidanzata ideale (Relative Values) è un film del 2000 diretto da Eric Styles.
La sceneggiatura del film è tratta dall'omonima commedia scritta negli anni '50 da Noël Coward.

## Trama
La vita di Lady Marshwood, una nobildonna inglese nella Gran Bretagna degli anni '50, viene stravolta quando il figlio le comunica di voler sposare Miranda Frayle, un'attricetta hollywoodiana che si rivela essere la sorella di una delle domestiche di casa Marshwood. Dopo numerosi equivoci che mettono in luce le relazioni fra le diverse classi sociali dell'epoca, arriva l'inevitabile lieto fine almeno per Lady Marshwood.